# Audacious (álbum)
Audacious es el álbum de estudio debut de la rapera estadounidense Cupcakke, lanzado el 14 de octubre de 2016. Fue precedido por el lanzamiento de dos mixtapes, STD (Shelters to Deltas) y Cum Cake. Fue lanzado de forma independiente. El álbum fue precedido por su sencillo principal "Picking Cotton".

## Antecedentes y promoción
En septiembre de 2016, The Fader publicó una entrevista con CupcakKe, en la que habló sobre su nuevo álbum que abordaría "la violación y todo lo demás".
El 11 de octubre de 2016, CupcakKe subió una imagen de su lista de canciones en Instagram. Días después, el 14 de octubre de 2016, Audacious se encontraba disponible en Spotify, Apple Music y Google Play Music, pero no estaba disponible en SoundCloud a diferencia de su predecesor, STD (Shelters to Deltas).
El video musical de "Picking Cotton" fue lanzado el 13 de octubre de 2016. "Spider-Man Dick" se estrenó el 9 de noviembre de 2016. "Budget" tuvo un video musical lanzado el 27 de noviembre de 2016. "LGBT" recibió un video musical el 11 de diciembre de 2016. "Ace Hardware" se lanzó el 9 de enero de 2017. El video musical de "Homework" fue lanzado el 19 de enero de 2017. "Mistress" fue el video musical final lanzado el 6 de febrero de 2017.

## Composición
"Lgbt" es un himno LGBT con infusión de electro y un "himno del rap para la aceptación queer". El álbum contiene canciones de rap sucio como "Spider-Man Dick". "Budget" es un tema de hip hop con influencias trap y urbanas. "Picking Cotton" aborda la injusticia racial.

## Sencillos
"Picking Cotton" fue lanzado como sencillo principal el 30 de septiembre de 2016.

## Lista de canciones
Créditos adaptados de ASCAP y BMI.
| N.º   | Título              | Escritor(es) | Productor(es)      | Duración |  |
| 1.    | «Homework Intro»    | Harris       | Def Starz          | 1:46     |  |
| 2.    | «Mistress»          | Harris       | Def Starz          | 2:34     |  |
| 3.    | «Budget»            | Harris       | Def Starz          | 2:57     |  |
| 4.    | «Lgbt»              | Harris       | Def Starz          | 2:41     |  |
| 5.    | «Spider-Man Dick»   | Harris       | Def Starz          | 3:48     |  |
| 6.    | «Picking Cotton»    | Harris       | Def Starz          | 3:30     |  |
| 7.    | «Cock a Doodle Doo» | Harris       | Def Starz          | 3:43     |  |
| 8.    | «Ace Hardware»      | Harris       | Reddman Bangerz    | 4:28     |  |
| 9.    | «Keep Hoes Alive»   | Harris       | Def Starz          | 2:08     |  |
| 10.   | «Birth Mark»        | Harris       | Def Starz          | 3:18     |  |
| 11.   | «Lime»              | Harris       | Def Starz          | 2:11     |  |
| 12.   | «Jesus»             | Harris       | Def Starz · Harris | 3:25     |  |
| 36:36 |                     |              |                    |          |  |